# Minute by Minute
Albums de The Doobie Brothers
Livin' on the Fault Line
(1977) One Step Closer
(1980)
Singles
1. What a Fool Believes
Sortie : janvier 1979
2. Minute by Minute
Sortie : 25 avril 1979
3. Dependin' on You
Sortie : 25 juillet 1979

Minute by Minute est le huitième album studio du groupe américain The Doobie Brothers, sorti le 1er décembre 1978 sous le label Warner Bros. Records. C'était le dernier album avec les membres John Hartman (avant de revenir sur Cycles) et Jeff "Skunk" Baxter.
L'album a passé 87 semaines sur le hit-parade américain Billboard 200 et a passé deux semaines à la première place. Au printemps 1979, Minute by Minute est l'album le plus vendu aux États-Unis pendant cinq semaines non consécutives. Il a été certifié triple platine par la RIAA.
La chanson What a Fool Believes a atteint la première place du Billboard Hot 100 en avril 1979 et est devenue le plus grand succès du groupe. Les titres Minute by Minute et Dependin' on You sont également sortis en single et ont atteint le top 30.
Minute by Minute a fait des Doobie Brothers l'un des grands gagnants des 22es Grammy Awards. L'album a reçu le trophée de la meilleure prestation vocale pop d'un duo ou groupe et a reçu une nomination pour l'album de l'année ; le single What a Fool Believes leur a valu trois Grammys, dont celui de chanson et d'enregistrement de l'année.
Le magazine Cash Box a dit du single Dependin' on You qu'« il a des fleurs de cuivres », « un rythme contagieux de piano et de bass boogie ».

## Liste des titres
| 1. | Here to Love You               | Michael McDonald                        | Michael McDonald | 3:58 |
| 2. | What a Fool Believes           | - McDonald - Kenny Loggins              | McDonald         | 3:41 |
| 3. | Minute by Minute               | - McDonald - Lester Abrams              | McDonald         | 3:26 |
| 4. | Dependin' on You               | - McDonald - Patrick Simmons            | Patrick Simmons  | 3:44 |
| 5. | Don't Stop to Watch the Wheels | - Simmons - Jeff Baxter - Michael Ebert | Simmons          | 3:26 |

| 6.  | Open Your Eyes            | - McDonald - Abrams - Patrick Henderson | McDonald                  | 3:18 |
| 7.  | Sweet Feelin'             | - Simmons - Ted Templeman               | Simmons, Nicolette Larson | 2:41 |
| 8.  | Steamer Lane Breakdown    | Simmons                                 | instrumental              | 3:24 |
| 9.  | You Never Change          | Simmons                                 | McDonald, Simmons         | 3:26 |
| 10. | How Do the Fools Survive? | - McDonald - Carole Bayer Sager         | McDonald                  | 5:12 |

## Crédits
The Doobie Brothers
- Patrick Simmons – guitares solo et rythmique, chant et chœurs
- Michael McDonald – piano, piano électrique, orgue, synthétiseur, chant et chœurs
- Jeff "Skunk" Baxter – guitares solo et rythmique
- Tiran Porter (en) – basse, chœurs
- John Hartman (en) – batterie, percussions
- Keith Knudsen – batterie, percussions, chœurs

Musiciens additionnels
- Ted Templeman – batterie (avec Keith Knudsen) (2)
- Bobby LaKind – congas, chœurs
- Tom Johnston – chœurs (5)
- Nicolette Larson – chant en duo (7), chœurs (4)
- Rosemary Butler – chœurs (1, 4)
- Norton Buffalo – harmonica (5, 8)
- Herb Pedersen – banjo (8)
- Byron Berline – violon (8)
- Lester Abrams – piano électrique (10)
- Bill Payne – synthétiseur (avec Michael McDonald) (2, 3)
- Novi Novog – solo de synthétiseur (6)
- Sumner Mering – guitare (6)
- Andrew Love – saxophone (1, 4, 10)
- Ben Cauley – trompette (1, 4, 10)

Production
- Producteur : Ted Templeman
- Coordination de production : Beth Naranjo
- Ingénieur du son : Donn Landee
- Ingénieur supplémentaire : Loyd Clifft
- Ingénieur supplémentaire : Steve Malcolm
- Conception de la couverture et coordinateur : Bruce Steinberg
- Photographie : David Alexander
- Gestion : Bruce Cohn

Enregistré aux studios d'enregistrement Warner Bros., North Hollywood ; Mixé au Sunset Sound, Los Angeles

## Classements et certifications
| Classement (1978–79)          | Meilleure position |
| ----------------------------- | ------------------ |
| Australie (Kent Music Report) | 6                  |
| Canada (RPM)                  | 1                  |
| États-Unis (Billboard 200)    | 1                  |
| Nouvelle-Zélande (RIANZ)      | 6                  |
| Suède (Sverigetopplistan)     | 46                 |

| Classement (1986)             | Meilleure position |
| ----------------------------- | ------------------ |
| Pays-Bas (Mega Album Top 100) | 72                 |

| Classement (1979)             | Position |
| ----------------------------- | -------- |
| Australie (Kent Music Report) | 11       |
| Canada (RPM)                  | 7        |
| États-Unis (Billboard 200)    | 3        |
| Nouvelle-Zélande (RIANZ)      | 29       |

### Certifications
| Région                                                                  | Certification | Ventes/Streams |
| ----------------------------------------------------------------------- | ------------- | -------------- |
| Canada (Music Canada)                                                   | Platine       | 100 000^       |
| États-Unis (RIAA)                                                       | 3 × Platine   | 3 000 000^     |
| ^Mise en rayon selon la certification xNon précisé par la certification |               |                |